# Phanaeus dejeani
Phanaeus dejeani là một loài bọ cánh cứng trong họ Bọ hung (Scarabaeidae).